# Park Przemysłowy i Usługowy w Bielsku-Białej

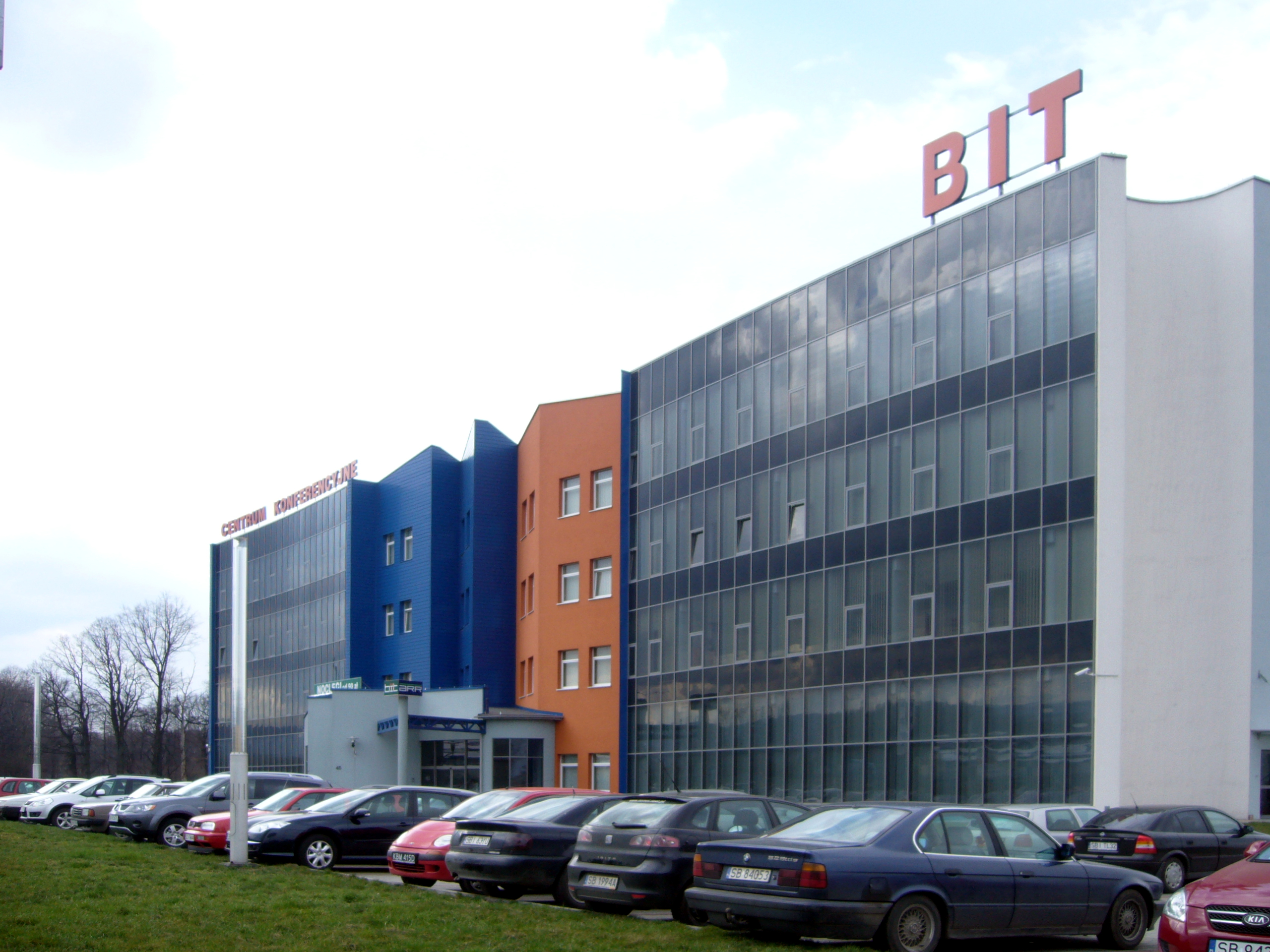
Beskidzki Inkubator Technologiczny

Park Przemysłowy i Usługowy w Bielsku-Białej, PPiU – park technologiczny w Bielsku-Białej, znajdujący się w północnej części dzielnicy Wapienica. Istnieje od 2005 r. Teren Parku obejmuje 5,12 ha między drogą ekspresową S52 na południu, obszarem Wapienica Katowickiej SSE na północy, rzeką Wapienicą na wschodzie i ul. Wypoczynkową na zachodzie.
Działalność Parku ma na celu wsparcie rozwoju gospodarczego regionu, zapewnienie warunków rozwoju firmom technologicznym oraz umożliwienie współpracy świata nauki i biznesu oraz wsparcie komercjalizacji wiedzy. Nie ma konkretnej specjalizacji branżowej, przy czym dominuje w nim przemysł motoryzacyjny. Jedną z głównych przyczyn jego utworzenia była potrzeba stworzenia nowych miejsc pracy.
Pomysł utworzenia Parku zrodził się w 1999 r. Biuro ds. Integracji Europejskiej Urzędu Marszałkowskiego Województwa Śląskiego skierowało wówczas do gmin informację o możliwości wsparcia takiego przedsięwzięcia ze środków Phare. W odpowiedzi Urząd Miejski w Bielsku-Białej we współpracy z Agencją Rozwoju Regionalnego (ARR) opracował koncepcję utworzenia Parku Przemysłowego i Usługowego w stolicy Podbeskidzia.
Ostatecznie Park powstał w roku 2005. Od początku PPiU zarządza Agencja Rozwoju Regionalnego, która jest jednocześnie jednym z jego lokatorów. Właścicielem całego terenu jest miasto Bielsko-Biała, natomiast właścicielami znajdujących się w obrębie Parku obiektów są poszczególne firmy, dzierżawiące zajmowane przez siebie działki od miasta. Sam Park nie ma odrębnej struktury organizacyjnej.
Obecnie wiodącym inwestorem jest korporacja Eaton Automotive Systems. Swoje hale posiadają także Multiform z branży budowlanej i motoryzacyjnej, Hutchinson (przemysł motoryzacyjny) oraz TI Poland (również przemysł motoryzacyjny).
Ponadto znajduje się tu Beskidzki Inkubator Technologiczny (BIT) – inkubator wybudowany przez ARR w latach 2005–2006. Jest to trzykondygnacyjny budynek o powierzchni użytkowej 3660 m², w którym znajduje się Centrum Szkoleniowo-Konferencyjne, dysponujące 150 miejscami wraz z zapleczem socjalnym oraz bazą noclegową (33 pokoje), a także powierzchnie biurowe, zajmowane przez 30 firm. Planuje się powiększenie powierzchni obiektu poprzez dobudowanie części laboratoryjnej oraz zaplecza gastronomicznego i rekreacyjnego. W ramach BIT działa także Beskidzkie Centrum Innowacji i Transferu Technologii oraz Ośrodek Doradztwa i Transferu Technologii.
Współpraca Parku z innymi instytucjami opiera się przede wszystkim na kontaktach Agencji Rozwoju Regionalnego, która nim zarządza. ARR jest częścią lokalnego systemu wsparcia sektora MŚP, w którego skład wchodzą również Stowarzyszenie "Bielski Inkubator Przedsiębiorczości", Fundusz Pożyczkowy, Fundusz Poręczeń Kredytowych oraz Regionalna Izba Handlu i Przemysłu. Agencja nawiązała też współpracę z Akademią Techniczno-Humanistyczną w Bielsku Białej. Ponadto PPiU współpracuje z parkami technologicznymi w Oświęcimiu i Katowicach oraz jest członkiem Krajowego Forum Parków Przemysłowych.